# Centre de recherche en gestion
 (juin 2018).
Pour les articles homonymes, voir CRG.
Le Centre de recherche en gestion (CRG) de l'École polytechnique a été créé en 1972 et est associé au CNRS depuis 1980.

## Historique
Le CRG a été dirigé de 1972 à 1974 par Bertrand Collomb, puis par Michel Berry (1974-1991), Jacques Girin (1991-2003), Christophe Midler (2003-2012) et Hervé Dumez (2012-2022). Etienne Minvielle et Cécile Chamaret dirigent actuellement le CRG. Depuis 2014, le CRG appartient à I3 (Institut interdisciplinaire de l'innovation).
Le centre compte 15 chercheurs permanents, 20 doctorants et post-doctorants, 8 personnels administratifs et techniques. Il accueille régulièrement des chercheurs étrangers de renom.

## Programmes de recherche
L’unité est organisée en quatre programmes : 
- Stratégies d’innovation et dynamique des systèmes de conception ;
- Stratégies, structuration des marchés et régulation ;
- Technologies de l’information et de la communication : organisations, marchés ;
- Création, Créativité organisationnelle et sociétal.

## Liste des directeurs
| Identité                       | Période | Période | Durée  |
| Identité                       | Début   | Fin     | Durée  |
| ------------------------------ | ------- | ------- | ------ |
| Bertrand Collomb (1942 - 2019) | 1972    | 1974    | 2 ans  |
| Michel Berry (d) (né en 1943)  | 1975    | 1991    | 16 ans |
| Jacques Girin (1946 - 2003)    | 1991    | 2003    | 12 ans |
| Christophe Midler (né en 1953) | 2003    | 2012    | 9 ans  |
| Hervé Dumez (né en 1957)       | 2012    | 2022    | 10 ans |
| Etienne Minvielle (d)          | 2022    |         |        |
| Cécile Chamaret (d)            | 2022    |         |        |